# Петар Сарић
Петар Сарић (Тупан, 11. јул 1937 — Косовска Митровица, 3. октобар 2023) био је српски песник, приповедач и романсијер, кога су сматрали најбољим приповедачем у послератној књижевности српског југа.

## Биографија
Рођен је у Тупану, код Никшића 1937.
Петар Сарић је радни век провео на Косову и Метохији, где је живео и стварао, на Брезовици.
Преминуо је 3. октобра 2023.

## Награде
- Награда „Лазар Вучковић”, за песму „Мир Богородице Љевишке”, 1971.
- Награда „Грачаничка повеља”, 1993.
- Награда „Меша Селимовић”, за роман Сара, за 2008.[3][4]
- Вукова награда, 2012.[5]
- Награда „Златни крст кнеза Лазара”, 2016.
- Награда „Григорије Божовић”, за роман Клобук, 2021.
- Награда „Борисав Станковић”, 2021.[6]